# Uspak Haakon
Uspak/Óspakr Haakon des Hébrides  (tué en 1231) (vieux norrois :  Óspakr , gaélique :  Gilleasbuig anglais : Gillespie)  roi des Hébrides (1230-1231).

## Biographie
Uspak/Óspakr ou Gilleasbuig mac Gilleadhamhain de son nom gaélique (c'est-à-dire: Gillespie)  est le troisième fils de Dughall mac Somhairle et il est réputé être le frère de Duggáll skröggr  et de Duncan/Dungaðr. Les sagas le nomment également Óspakr Ögmundsson sans doute pour avoir été élevé en fosterage par un certain Ögmundr. Après la mort de son père il rejoint la Norvège et se met au service du roi Sverre de Norvège et de sa famille et devient un vétéran des luttes des Birkebeiners . À ce titre il participe à l'expédition de 1209-1210 envoyés par le roi Inge II de Norvège dans les îles afin de réaffirmer leur suzeraineté après la fin des guerres civiles
En 1230 le petit-fils de Sverre le roi Håkon IV de Norvège inquiet de la montée en puissance du royaume d'Écosse dans les domaines vassaux de la Norvège de l'Île de Man et des Hébrides et notamment des agressions d'Alan de Galloway, réunit une flotte de 12 navires renforcée par 20 autres en provenance des Orcades, pour lancer une expédition. Il met à sa tête Óspakr à qui il donne son propre nom royal d'« Haakon » et le titre de « roi des Hébrides » et il lui adjoint Olaf II de Man  qui voulait recueillir la succession de son frère Ragnald IV de Man.
La flotte d'Ospakr  navigue par la route des Orcades et de l'Ile de Skye jusqu'au sound of Islay. Les Hébridais pro-norvégiens obtiennent des renforts d'îles en îles et se trouvent finalement à la tête de 80 vaisseaux. Une tentative de conciliation intervient entre Óspakr/Haakon et ses frères Dungaðr, Duggáll skröggr  ainsi qu'un de leur cousin nommé Somerled qui représentent les intérêts du souverain écossais. L'affaire tourne male;
Somerled est tué, Dungaðr réussit à s'échapper tandis qu'on ignore le sort de Duggáll skröggr  qui est capturé et emmené comme prisonnier.
En descendant par Mull of Kintyre et le fort royal de Tarbert en direction du Firth of Clyde la flotte d'Uspak atteint Bute sur laquelle se trouve la forteresse écossaise de Rothesay qui est prise après trois jours de siège et une perte de 360 hommes chez les assaillants. 
Les norvégiens vont devoir affronter une flotte de 200 navires rassemblés par Alan de Galloway quand Ospakr, grièvement blessé par un jet de pierre pendant le combat précédent, meurt au Kintyre en 1231.

## Sources
- (en) Richard Oram Domination and Lordship. Scotland 1070-1230 The New Edinburgh History of Scotland III. Edinburgh University Press, (Edinburgh 2011)  (ISBN 9780748614974).
- Jean Renaud Les Vikings et les Celtes Ouest-France Université (Rennes 1992)  (ISBN 2737309018).
- (en) Knut Gjerset History of the Norwegian People The Macmillan Company New york 1915.
- (en) John L. Roberts Lost Kingdoms. Celtic Scotland and the Middle Ages Edinburgh University Press (Edinburgh 1997)  (ISBN 0748609105)